# Scilla
Scilla é uma comuna italiana da região da Calábria, província de Reggio Calabria, com cerca de 5.163 habitantes. Estende-se por uma área de 43,68 km², tendo uma densidade populacional de 120 hab/km². Faz fronteira com Bagnara Calabra, Fiumara, Roccaforte del Greco, San Roberto, Sant'Eufemia d'Aspromonte, Santo Stefano in Aspromonte, Sinopoli, Villa San Giovanni.
Era conhecida como Escileu (em latim: Scyllaeum) durante o período romano.

## Demografia
| Variação demográfica do município entre 1861 e 2011                               |
|                                                                                   |
| Fonte: Istituto Nazionale di Statistica (ISTAT) - Elaboração gráfica da Wikipedia |